# Hooke Point
Hooke Point är en udde i Antarktis. Den ligger i Västantarktis. Argentina, Chile och Storbritannien gör anspråk på området.
Terrängen inåt land är kuperad söderut, men åt sydväst är den platt. Havet är nära Hooke Point åt nordost.  Trakten är obefolkad. Det finns inga samhällen i närheten.